# Juan José Mosalini
Juan José Mosalini est un musicien bandonéoniste franco-argentin né à Buenos Aires le 29 novembre 1943 et mort à Saint-Ouen-l'Aumône le 28 mai 2022,. 

## Biographie
Juan José Mosalini naît à Buenos Aires le 29 novembre 1943 dans une famille d'artisans amateurs de musique,
Il s'initie dès l'enfance au bandonéon et devient professionnel à l'âge 17 ans, obtenant en 1961 le 1er prix d’un concours organisé par une station de télévision de Buenos Aires.
Jusqu'en 1976, il travaille avec les plus grands orchestres et solistes d'Argentine. Il compose, arrange, interprète, accompagne et se produit, entre autres, avec José Basso, Leopoldo Federico, Astor Piazzolla, Osvaldo Pugliese, Susana Rinaldi, Edmundo Rivero, Horacio Salgán. 
Il fonde avec le bandonéoniste Daniel Binelli son premier ensemble, le quintet Guardia Nueva, qui marque profondément le tango d'avant-garde.
Il participe au groupe Generacion 0 de Rodolfo Mederos, un groupe de fusion entre le tango et la funk musique.
En 1977, il s'installe en France. Avec d'autres musiciens argentins il crée Tiempo Argentino, enregistre un album, Tango Rojo, avec entre autres, le pianiste Gustavo Beytelmann, le flûtiste Enzo Gieco et le guitariste Tomás Gubitsch.
Il crée le quartet Canyengues  avec Daniel lagarde, Negrito Trassente et Ciro Perez. Puis, il fonde avec Gustavo Beytelmann et Patrice Caratini un trio qui sillonnera l'Europe. Ils signeront 3 albums.  
En 1979, il enregistre le disque de bandonéon solos, Don Bandoneon, préfacé par Julio Cortázar. C'est un disque important dans l'histoire de l'instrument, car il renferme des œuvres et arrangements de Leopoldo Federico et il révèle des possibilités encore méconnues du bandonéon. Ce disque aura un grand impact sur son époque. 
En 1992, il constitue son « Grand Orchestre de tango » sur le modèle de l'Orquesta Tipica. La formation fêtera ses 25 ans de concerts en 2018. 
Il compose également des musiques de film, par exemple (Double Face et Le Quatrième Pouvoir). 
Il œuvre à mieux faire connaître et à enseigner le bandonéon en France (publication d'une méthode aidée par le ministère de la Culture, réalisation d’une collection Bandonéon pour les Éditions Henry Lemoine). Avec César Stroscio, en 1989, ils créent la première chaire de bandonéon en Europe à l'école nationale de musique de Gennevilliers, qu'ils occupent jusqu'en 2018.